# Махавели
Махавели или Махавели Ганга на синхалски: මහවැලි ගඟ; на тамилски: மகாவலி ஆறு) е най-голямата река на остров Шри Ланка, вливаща се в Бенгалския залив на Индийския океан. Дължина 335 km, площ на водосборния басейн 10 448 km² (1/5 от територията на Шри Ланка). Река Махавели се образува на 1390 m н.в., в градчето Аграпатана, разположено на платото Хатон (в централната част на острова) от сливането на две малки съставящи я реки, водещи началото си от подножията на върховете Киригалпота (2394 m) и Тотапола (2359 m). В най-горното си течение до района на град Навалапития има северозападно направление, по нататък до град Канди – северно направление, а след това – източно (долината Думбара). В района на селището Манипе завива на север, излиза от планините и до устието си тече на север през обширни равнини и низини със спокойно и бавно течение. Влива се чрез два ръкава в южната част на залива Кодияр (съставна част на Бенгалския залив на Индийския океан), на около 15 km южно от град Тринкомале. Основни притоци: леви – Хасалака, Амбан, Каудула; десни – Махаоя, Белихул, Курунду, Ума, Бадулу, Хепола, Улхития, Хунгамала. Подхранването ѝ е предимно дъждовно и е пълноводна целогодишно. Среден годишен отток 62 m³/s. В най-долното течение е плавателна за плитко газещи съдове..